# Рокитов
Рокитов (слч. Rokytov) насељено је мјесто са административним статусом сеоске општине (слч. obec) у округу Бардјејов, у Прешовском крају, Словачка Република.

## Становништво
| Година:    | 1994. | 2004.   | 2014.   | 2024.   |
| ---------- | ----- | ------- | ------- | ------- |
| Број људи: | 501   | 533     | 556     | 567     |
| Разлика:   |       | +6,38 % | +4,31 % | +1,97 % |

| Година:    | 2023. | 2024.   |
| ---------- | ----- | ------- |
| Број људи: | 568   | 567     |
| Разлика:   |       | -0,17 % |

Према подацима о броју становника из 2024. године насеље је имало 567 становника.